# Samuel Berger
Samuel Berger (Chicago, Illinois, SAD, 25. prosinca 1884. – San Francisco, Kalifornija, SAD, 23. veljače 1925.) je bio američki profesionalni boksač koji se natjecao početkom 20. stoljeća u teškoj kategoriji.
Berger je karijeru započeo najprije u amaterskom boksu gdje je dugo vrijeme bio prvak. Na Olimpijadi u St. Louisu 1904., osvojio je zlato u teškoj kategoriji. Odmah nakon olimpijskog turnira, Berger se okrenuo profesionalnom boksu ali se ondje natjecao svega dvije godine.
Budući da je bio Židov, Samuel Berger je 1985. godine uvršten u Međunarodnu kuću slavnih židovskih sportaša.

## Nastup na Olimpijadi
| St. Louis 1904.  | St. Louis 1904. | St. Louis 1904. | St. Louis 1904. |
| Protivnik        | Zemlja          | Uspjeh          | Natjecanje      |
| ---------------- | --------------- | --------------- | --------------- |
| William Michaels | SAD             | Pobjeda         | polufinale      |
| Charles Mayer    | SAD             | Pobjeda         | finale          |